# Großer Sklavensee
Der Große Sklavensee (englisch Great Slave Lake; französisch Grand lac des Esclaves) ist ein See im mittleren Norden Kanadas, in den Nordwest-Territorien.
Der See hat eine Wasserfläche von 27.048 km².
Mit den darin liegenden Inseln beträgt die Fläche 28.568 km².
Mit einer maximalen Tiefe von 614 Metern ist der Große Sklavensee der tiefste See Nordamerikas.
Er wird unter anderem vom Slave River und vom Hay River gespeist.
Der Lockhart River mündet in die McLeod Bay im äußersten Nordosten des Sees, der Frank Channel entwässert den Marian Lake in den North Arm, der Taltson River mündet östlich des Slave River in den See. Den Abfluss des Großen Sklavensees bildet der Mackenzie River, einer der größten Ströme Nordamerikas. Der Hauptort des größtenteils dünnbesiedelten Seeufers ist Yellowknife.
Die Seeoberfläche liegt 156 m über dem Meeresspiegel, so dass sich wegen der extremen Tiefe des Sees der Seegrund bis zu 458 Meter unter dem Meeresspiegel befindet. Somit handelt es sich beim Großen Sklavensee um eine Kryptodepression.
Samuel Hearne war der erste Europäer, der den Großen Sklavensee mitten im Winter entdeckte und überquerte.

## Namensherkunft
Der Name des Sees geht auf den Namen eines Indigenen Volkes (Slavey) zurück, das in der Gegend siedelte. Der englische Name des Volkes stammt aus der Sprache der Cree, welche die friedliebenden Slavey oftmals ausplünderten und versklavten.

## Zuflüsse
- Slave River
- Hay River
- Lockhart River
- Frank Channel (Abfluss des Marian Lake)
- Taltson River
- Yellowknife River

## Städte und Siedlungen am Seeufer
- Yellowknife
- Hay River
- Behchokò
- Fort Resolution
- Lutselk'e
- Hay River Reserve
- Dettah
- N'Dilo